# Michauxia koeieana
Michauxia koeieana là loài thực vật có hoa trong họ Hoa chuông. Loài này được Rech.f. mô tả khoa học đầu tiên năm 1955.